# Giải Sao Thổ cho nam diễn viên phụ xuất sắc nhất trên truyền hình
Giải Sao Thổ cho nam diễn viên phụ truyền hình xuất sắc nhất là một trong các giải Sao Thổ dành cho nam diễn viên đóng vai phụ trong một phim hoặc chương trình truyền hình, được bầu chọn là xuất sắc nhất. Giải này được lập từ năm 1999.

## Các người đoạt giải & được đề cử
| Năm  | Diễn viên         | Phim hoặc chương trình TV        |
| ---- | ----------------- | -------------------------------- |
| 1999 | Dennis Haysbert   | Now and Again                    |
| 2000 | James Marsters    | Buffy the Vampire Slayer         |
| 2001 | Michael Rosenbaum | Smallville                       |
| 2002 | Victor Garber     | Alias                            |
| 2003 | James Marsters    | Angel / Buffy the Vampire Slayer |
| 2004 | Terry O'Quinn     | Lost                             |
| 2005 | James Callis      | Battlestar Galactica             |
| 2006 | Masi Oka          | Heroes                           |
| 2007 | Michael Emerson   | Lost                             |